# Promozione Abruzzo 1975-1976
Nella stagione 1975-1976 la Promozione era il quinto livello del calcio italiano (il massimo livello regionale). Qui vi sono le statistiche relative al campionato in Abruzzo.
Il campionato è strutturato in vari gironi all'italiana su base regionale, gestiti dai Comitati Regionali di competenza. Promozioni alla categoria superiore e retrocessioni in quella inferiore non erano sempre omogenee; erano quantificate all'inizio del campionato dal Comitato Regionale secondo le direttive stabilite dalla Lega Nazionale Dilettanti, ma flessibili, in relazione al numero delle società retrocesse dal Campionato Interregionale e perciò, a seconda delle varie situazioni regionali, la fine del campionato poteva avere degli spareggi sia di promozione che di retrocessione.

## Squadre partecipanti
| Club                 | Città                         |
| -------------------- | ----------------------------- |
| A.S. Angizia         | Luco dei Marsi (AQ)           |
| Pol. Ate Tixa        | Atessa (CH)                   |
| A.S. Carsoli         | Carsoli (AQ)                  |
| A.S. Casoli          | Casoli (CH)                   |
| A.S. Cliternum       | Celano (AQ)                   |
| S.S. Francavilla     | Francavilla al Mare (CH)      |
| S.S. Fucense         | Trasacco (AQ)                 |
| S.P. Hatria          | Atri (TE)                     |
| A.S.C. Montereale    | Montereale (AQ)               |
| A.P. Montesilvano    | Montesilvano (PE)             |
| A.S. Montorio Calcio | Montorio al Vomano (TE)       |
| A.S. Pineto          | Pineto (TE)                   |
| Pol. Sagittario      | Pratola Peligna (AQ)          |
| U.S. San Salvo       | San Salvo (CH)                |
| A.S. Santegidiese    | Sant'Egidio alla Vibrata (TE) |
| S.S.C. Silvi         | Silvi (TE)                    |

### Classifica finale
|  | Pos. | Squadra           | Pt | G  | V  | N  | P  | GF | GS | DR  |
|  | ---- | ----------------- | -- | -- | -- | -- | -- | -- | -- | --- |
|  | 1.   | Francavilla       | 42 | 30 | 17 | 8  | 5  | 49 | 16 | +33 |
|  | 2.   | San Salvo         | 38 | 30 | 15 | 8  | 7  | 32 | 17 | +15 |
|  | 3.   | Carsoli           | 38 | 30 | 13 | 12 | 5  | 40 | 26 | +14 |
|  | 4.   | Pineto            | 37 | 30 | 13 | 11 | 6  | 33 | 30 | +3  |
|  | 5.   | Silvi             | 33 | 30 | 13 | 7  | 10 | 37 | 28 | +9  |
|  | 6.   | Angizia           | 30 | 30 | 10 | 10 | 10 | 27 | 28 | -1  |
|  | 7.   | Montorio          | 30 | 30 | 9  | 12 | 9  | 31 | 33 | -2  |
|  | 8.   | Cliternum         | 29 | 30 | 9  | 11 | 10 | 33 | 31 | +2  |
|  | 9.   | A.S. Santegidiese | 28 | 30 | 9  | 10 | 11 | 39 | 46 | -7  |
|  | 10.  | Sagittario        | 27 | 30 | 8  | 11 | 11 | 28 | 30 | -2  |
|  | 11.  | Montereale        | 27 | 30 | 6  | 15 | 9  | 24 | 32 | -8  |
|  | 12.  | Fucense           | 26 | 30 | 7  | 12 | 11 | 20 | 30 | -10 |
|  | 13.  | Montesilvano      | 25 | 30 | 8  | 9  | 13 | 21 | 30 | -9  |
|  | 14.  | Ate Tixa          | 24 | 30 | 5  | 14 | 11 | 25 | 39 | -14 |
|  | 15.  | Hatria            | 23 | 30 | 4  | 15 | 11 | 22 | 32 | -10 |
|  | 16.  | Casoli            | 23 | 30 | 4  | 15 | 11 | 14 | 28 | -14 |